# Obispo Trejo
Obispo Trejo is een plaats in het Argentijnse bestuurlijke gebied Río Primero in de provincie Córdoba. De plaats telt 1.919 inwoners.